# Elena Dmitrievna Baškirova
Elena Dmitrievna Baškirova (in russo Елена Дмитриевна Башкирова?, nota anche come Elena Bashkirova; Mosca, 1958) è una pianista e direttrice musicale russa.

## Biografia
Nasce a Mosca, figlia del pianista e didatta Dmitrij Baškirov, e studia al Conservatorio Čaikovskij.
È tra i fondatori del Metropolis Ensemble di Berlino, in Germania, e del Jerusalem International Festival of Chamber Music, di cui è stata anche direttore artistico.
Nel 1988 diventa la seconda moglie del pianista e direttore d'orchestra argentino-israeliano Daniel Barenboim. Si incontrarono mentre Barenboim era ancora sposato alla violoncellista inglese Jacqueline du Pré. Nel periodo in cui Barenboim incontrò la Baškirova, la du Pré soffriva di sclerosi multipla. Durante gli ultimi anni della malattia della du Pré, Barenboim e la Baškirova vissero insieme ed ebbero due figli. Il più giovane, Michael, è un violinista classico, e il maggiore, David, è manager-writer per la band tedesca di hip hop Level 8.
Precedentemente, la Baškirova era stata sposata al violinista Gidon Kremer fino al 1977.